# Primado de Pedro

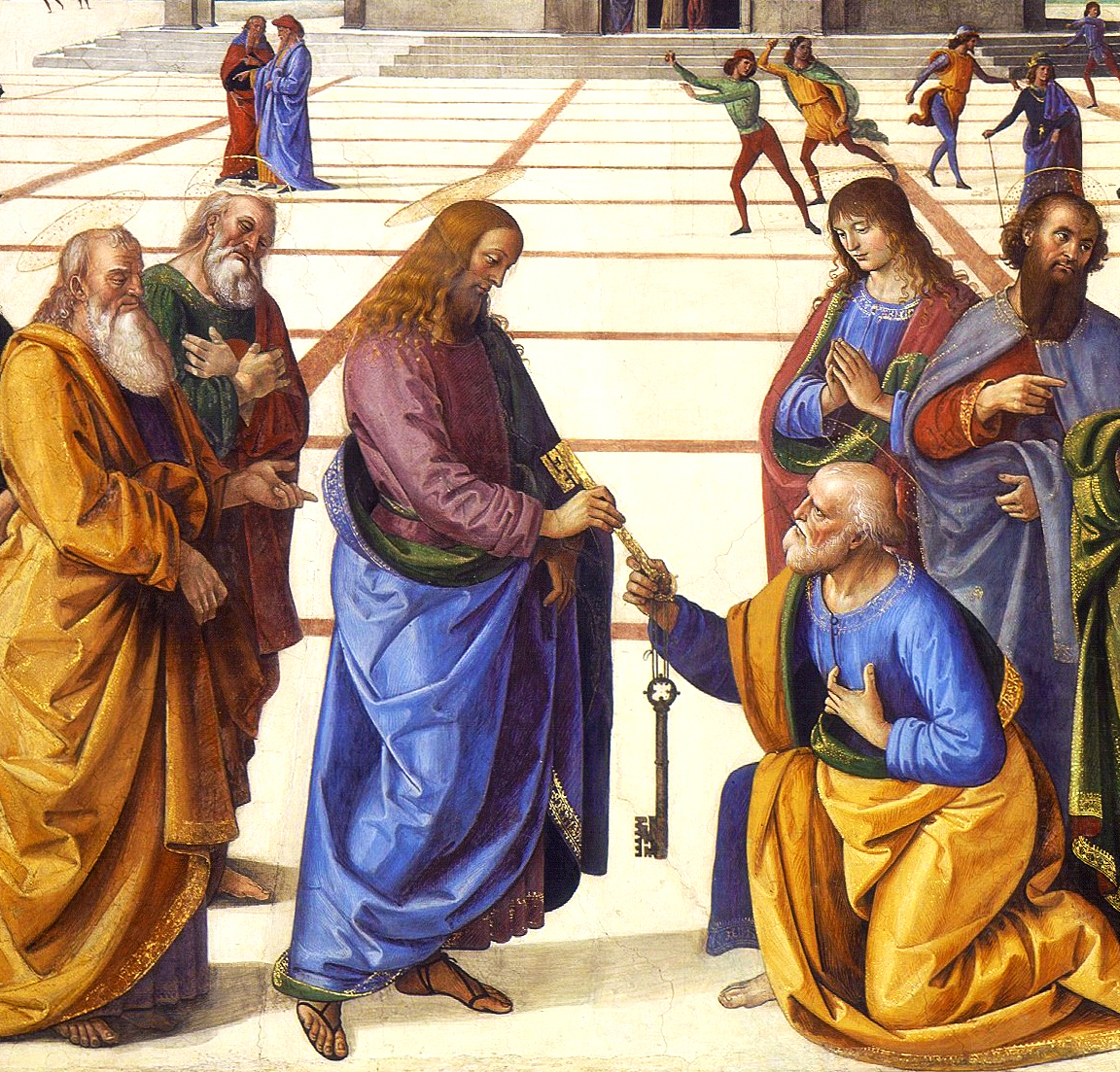
Perugino: Entrega de las llaves a San Pedro. Fresco de la Capilla Sixtina, en el Vaticano. Con la escena de la entrega de las llaves, el arte católico representó plásticamente su convicción de la primacía de Pedro sobre el resto de apóstoles.

Se conoce como primado o primacía de Pedro, también como primado petrino o primacía petrina, a la posición de preeminencia o de liderazgo que, según algunas confesiones cristianas, Jesús concedió a Pedro sobre el resto de los apóstoles.
El argumento principal utilizado para demostrar el primado de Pedro es el pasaje del Evangelio de San Mateo (16: 18-19) en el que dirigiéndose al apóstol Simón Jesús le dice: 

Yo te digo que tú eres Pedro, y sobre esta piedra edificaré mi iglesia, y las puertas del infierno no prevalecerán contra ella. Te daré las llaves del Reino de Dios; y lo que ates en la tierra quedará atado en los cielos, y lo que desates en la tierra quedará desatado en los cielos

## La controversia sobre el significado bíblico de «Pedro»
La controversia ha rodeado un texto en particular que está vinculado con el sobrenombre arameo כפא (Cefa), que significa «piedra», sobrenombre que Jesús le dio al hombre antes conocido como Simón (Juan 1:42). Los griegos lo tradujeron como Πέτρος (Petros), una nueva forma, apropiadamente masculina, de la palabra femenina estándar πέτρα (petra), que también significa roca; y los latinos tradujeron como Petrus. Desde la Reforma Protestante, muchos no católicos, en desacuerdo con la visión histórica de la Iglesia Católica, han discutido si el femenino πέτρα se refiere a Pedro, afirmando que en su lugar se refiere tanto a la confesión de la fe de Pedro o a Jesús mismo. 
Aunque las razones para el desacuerdo sobre la naturaleza de la primacía son complejas y tienen que ver con cuestiones de doctrina, historia y política, el debate se reduce a menudo a una discusión sobre el significado y la traducción del pasaje «sobre esta roca» del Evangelio de San Mateo (16: 18):

Y yo también te digo, que tú eres Pedro [en griego, Petros, roca, masculino], y sobre esta roca [griego, petra, roca, femenino] edificaré mi iglesia; y las puertas del infierno no prevalecerán contra ella.
—Mateo 16:18

En el texto griego, el nuevo nombre dado es Πέτρος (Petros), y en la segunda mitad del mismo verso, la palabra traducida como «roca» es πέτρα (Petra). Históricamente, un argumento protestante común ha sido que la traducción del Nuevo Testamento en hebreo al griego es tenue en el mejor de los casos, ya que no hay evidencia real o una indicación de que el Nuevo Testamento (en griego) fuera alguna vez traducido del hebreo o textos arameos. De acuerdo con el argumento de transliteración, en la lengua que habló Jesús (el arameo), la misma palabra, כפא (Cepha), fue utilizada para el nombre tanto de Pedro y de la roca sobre la cual Jesús dijo que edificaría su iglesia.
En cuanto a la referencia de la «roca», según las Escrituras, se encuentra en Salmos 62:

En Dios solamente está acallada mi alma; de él viene mi salvación. Él solamente es mi roca y mi salvación; es mi refugio, no resbalaré mucho. [...] Él solamente es mi roca y mi salvación. Es mi refugio, no resbalaré. 7 En Dios está mi salvación y mi gloria; en Dios está mi roca fuerte, y mi refugio.
—Salmos 62:1-2, 6-8

Una traducción literal, al estilo de la versión de la Biblia del rey Jacobo, de las palabras presumiblemente utilizadas por Jesús sería: «Tú eres Roca, y sobre esta roca edificaré mi iglesia». Para preservar un supuesto juego de palabras, el texto griego eligió traducir el nombre de Pedro como «Πέτρος» y no como «Κηφᾶς» (Cefas). De hecho, el uso de la supuesta transcripción de «כפא», que se encuentra varias veces en el Nuevo Testamento, haría perder el juego de palabras.

## Perspectiva católica

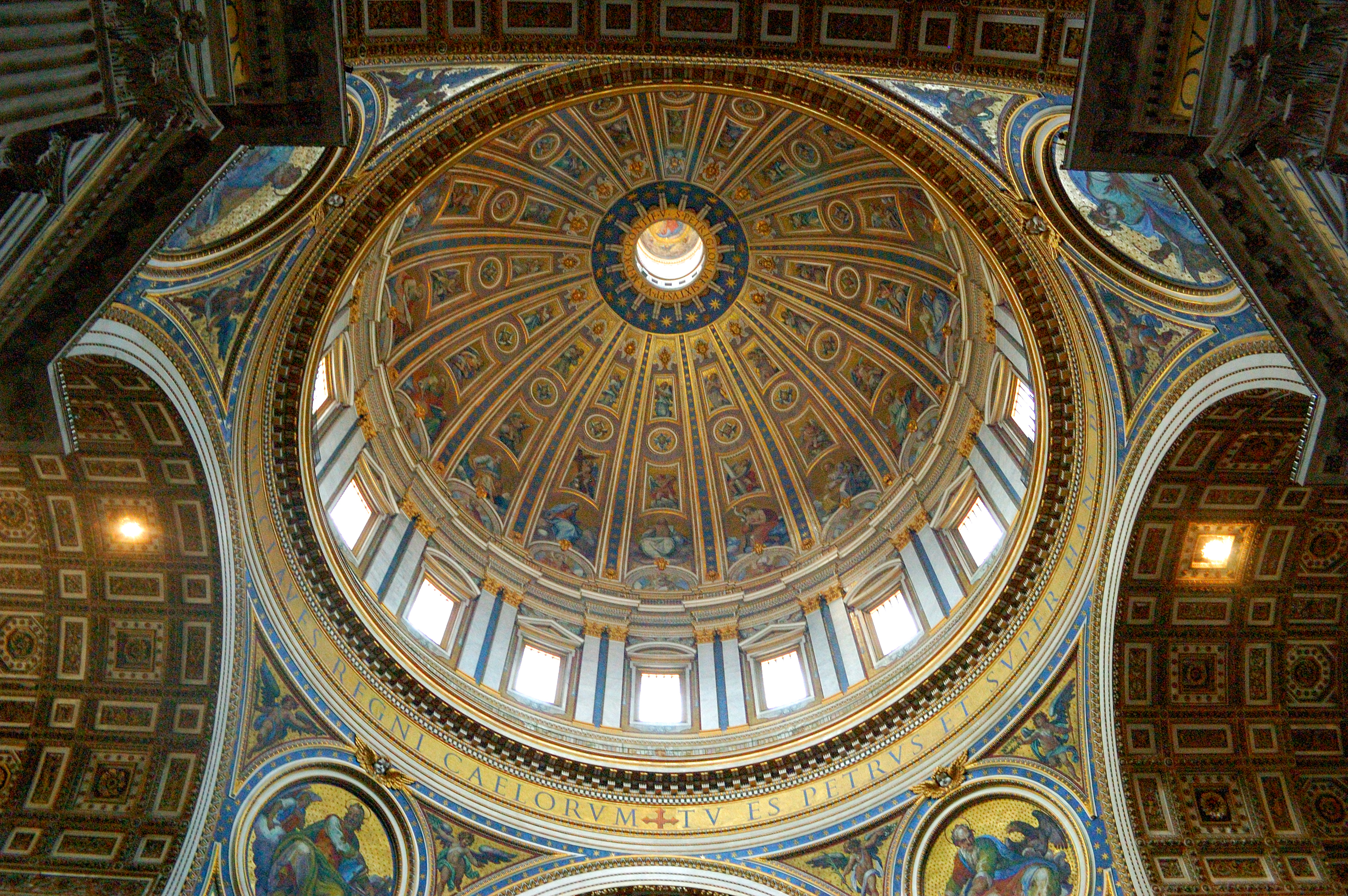
Vista interior de la cúpula de la Basílica de San Pedro en la que aparece el pasaje del Evangelio de San Mateo (16, 18-19) en el que la Iglesia católica ha basado el primado de Pedro del que deriva el primado papal establecido como dogma en el Concilio Vaticano I (1869-1870): «TV ES PETRVS ET SVPER HANC PETRAM AEDIFICABO ECCLESIAM MEAM ET TIBI DABO CLAVES REGNI CAELORVM» ("Tú eres Pedro, y sobre esta roca edificaré mi iglesia. A ti te daré las llaves del reino de los cielos").

En el catolicismo, se argumenta que el primado de Pedro constituye la base para la primacía del obispo de Roma sobre otros obispos en toda la Iglesia a través de la doctrina de la sucesión apostólica. La Iglesia Católica sostiene que el papado tiene la autoridad delegada por Jesús para gobernar sobre toda la Iglesia. Esta extensión del primado petrino a los papas es conocido como el primado del romano pontífice o primado papal.
Hay varios puntos de vista sobre la naturaleza de la primacía y la forma en que se ha ejercido y se transmite. Esta creencia hace una distinción entre el prestigio personal de Pedro y la supremacía del cargo de Papa, que los católicos creen que Jesús instituyó en la persona de Pedro. Algunas, pero pocas,[cita requerida] denominaciones protestantes aceptan el concepto de primacía de Pedro, pero creen que solamente era pertinente durante el curso de la vida de Pedro, no creen que el Papa tenga autoridad sobre la Iglesia universal.
Los católicos creen que Pablo vio el judaísmo como el tipo o figura del cristianismo: «Y estas cosas les acontecieron [a los judíos] como ejemplo [...]» (1 Corintios 10:11). En la Ley de Moisés, Deuteronomio 17:8-12 atribuye al Sumo Sacerdote la más alta jurisdicción en materia religiosa. Por lo tanto, se argumenta, que la lógica dicta que una cabeza suprema sería necesaria en la Iglesia cristiana, a pesar de que aún existe controversia sobre la relevancia de la ley bíblica en el cristianismo.[cita requerida]

## Debate historiográfico
Tradicionalmente se ha sostenido, especialmente por parte de los autores católicos, que Pedro desempeñó una función de liderazgo dentro del grupo de los doce apóstoles, basándose sobre todo en el pasaje del Evangelio de San Mateo (16: 18-19) en el que Jesucristo le dice: «Tú eres Pedro, y sobre esta roca edificaré mi iglesia; y las puertas del infierno no prevalecerán contra ella».
El teólogo católico Juan Antonio Estrada considera que «es posible que su famosa designación como piedra sobre la que se fundaría la Iglesia (Mt 16:16-18), tradición que sólo recoge Mateo, corresponda a un hecho histórico... Siguiendo la tendencia usual de prophetia ex eventu, es decir, el recurso a achacar retrospectivamente a una personaje la promesa de un acontecimiento ya ocurrido, Mateo puso en boca de Jesús la función que Pedro ejerció después de su muerte. Esto explicaría que sólo Mateo conociera esa predicción que todos los demás ignoran... En cualquier caso, Pedro fue el portavoz, el líder y el primero de los doce discípulos, tanto antes de la muerte de Jesús como luego... Históricamente podemos dar por bien fundada la autoridad de Pedro dentro de los doce apóstoles, así como su prestigio apostólico en la Iglesia primitiva. [...] Su martirio en Roma (64) afianzó su prestigio y su figura se mitificó».
El historiador Raúl González Salinero ha cuestionado esta interpretación al señalar que las palabras de Jesús recogidas en el Evangelio de San Mateo (16: 18-19), «quizás las más discutidas de todo el Nuevo Testamento», no aparecen en los otros tres evangelios canónicos «y dicha ausencia es especialmente llamativa en el de Marcos, el más antiguo de todos ellos. La mayor parte de los estudiosos modernos (incluso muchos de los que se mueven dentro de la órbita confesional) consideran que esta “promesa de Pedro” es una intercalación posterior». Este historiador considera más en «consonancia con el contexto específico del primer evangelio», el pasaje de San Mateo (18, 18) en el que Jesús confiere a toda la comunidad sin distinciones la potestad de «atar y desatar»:

Todo lo que atéis en la tierra quedará atado en el cielo, y todo lo que desatéis en la tierra quedará desatado en el cielo.

González Salinero afirma que, en realidad, «desconocemos si Pedro llegó a gozar en algún momento de una preeminencia indiscutiblemente admitida por el resto de sus compañeros de apostolado. Todo indica que no fue así, pero aun si admitimos tal suposición, es muy probable que dicha eventualidad hubiese tenido un carácter meramente temporal. En todo caso, la función de cimiento-roca asignada a Pedro habría de entenderse no sólo como única, sino también como intransferible e irrepetible, razón por la que resultaría imposible considerar al papado como continuación y baluarte de la “roca perpetua”». Sobre esta cuestión Juan Antonio Estrada reconoce que «no tiene validez histórica la pretensión de que Pedro fuera obispo de Roma».